# Jutiapa (El Salvador)
Jutiapa es un distrito de la Ciudad Cabañas Oeste en el departamento de Cabañas, El Salvador. Tiene una población de más de 7.129 habitantes para el año 2024.

## Historia
Jutiapa es un asentamiento precolombino, y su nombre primitivo era Tepeahua. Según la tradición, unos religiosos dominicos encontraron la imagen de San Cristóbal en el actual asiento de la población, por lo que decidieron mudar allí a los moradores de la vecina Azacualpa. Para el año 1740 habitaban unas 25 personas, y para 1770, como parte del curato de Suchitoto y de acuerdo con Pedro Cortés y Larraz, había un total de 189 habitantes. El año 1786 ingresó al Partido de Cojutepeque. 
En el año de 1976 se contsruyo sobre las cuentas del río lempa la presa Cerron Grande, con esta obra se trajo mucho trabajo para la mayoría de campesinos del municipio.

### Pos-independencia
Entre los años 1824 a 1835 formó parte del departamento de San Salvador, y desde este último año lo fue de Cuscatlán. Para el año 1859 Jutiapa tenía 1.772 habitantes, y en sus alrededores se ubicaban varias haciendas de añil. 
En el 13 de enero de 1854, el gobernador José D. Montiel reporta en un informe de mejoras en el Departamento de Cuscatlán que en Jutiapa se carecía de un cabildo por haberlo incendiado en años anteriores un reo. El edificio se estaba tratando de reedificar pues ya estaban hechos sus cimientos y se tenían 2,000 tejas, 1,000 adobes y algo de madera.
El alcalde electo para el año de 1863 era el señor don Quirino Vides.
Por disposición de Ley de 10 de febrero de 1873, pasó al departamento de Cabañas. Obtuvo el título de villa el 25 de enero de 1879.

## Información general
El municipio cubre un área de 67.12 km² y l tiene una altitud media de 380 m s. n. m. Las fiestas patronales se celebran en el mes de noviembre en honor a San Cristóbal. El topónimo Tepeahua significa «Cerro de los robles» o «Lugar de encinos»; y Jutiapa, «Río de los jutes». A través de los años, la localidad ha sido conocida como Tepeagua (1548), San Cristóbal Jutiapa (1740), y Jutiapa (1770-1807).